# Ocoliș, Maramureș
Ocoliș este un sat în comuna Groși din județul Maramureș, Transilvania, România.

## Istoric
Prima atestare documentară: 1411 (Fekethefalw). 

## Etimologie
Etimologia numelui localității: din subst. ocol „ogradă, loc îngrădit unde se închid vitele”, respectiv „curtea casei țărănești” (< sl. okolǔ „cerc, arie, tabără" < sl. kola „roată") + suf. -iș. 
Localitatea are un număr de 222 case.

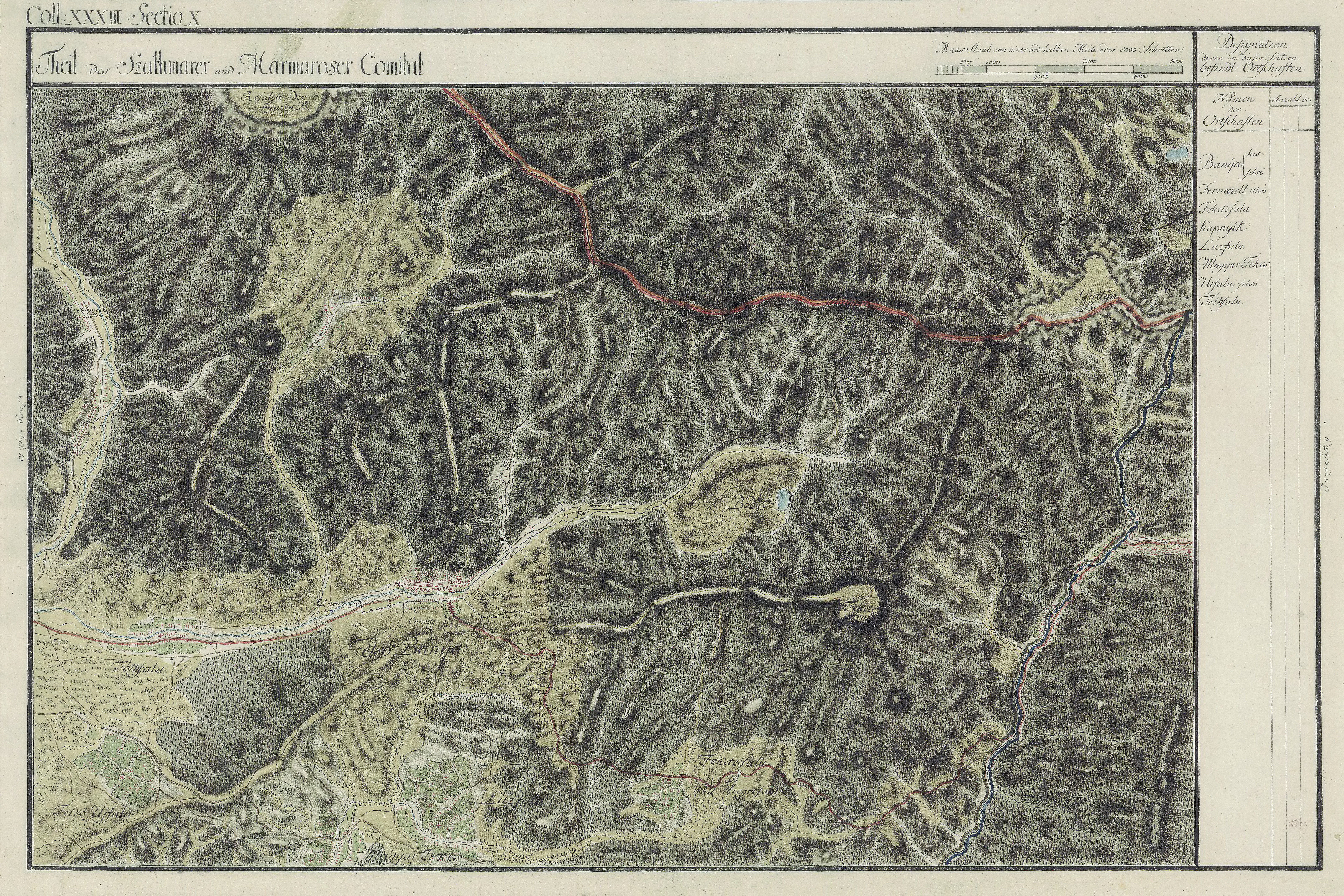
Ocoliş în Harta Iosefină a Comitatului Sătmar, 1782-85

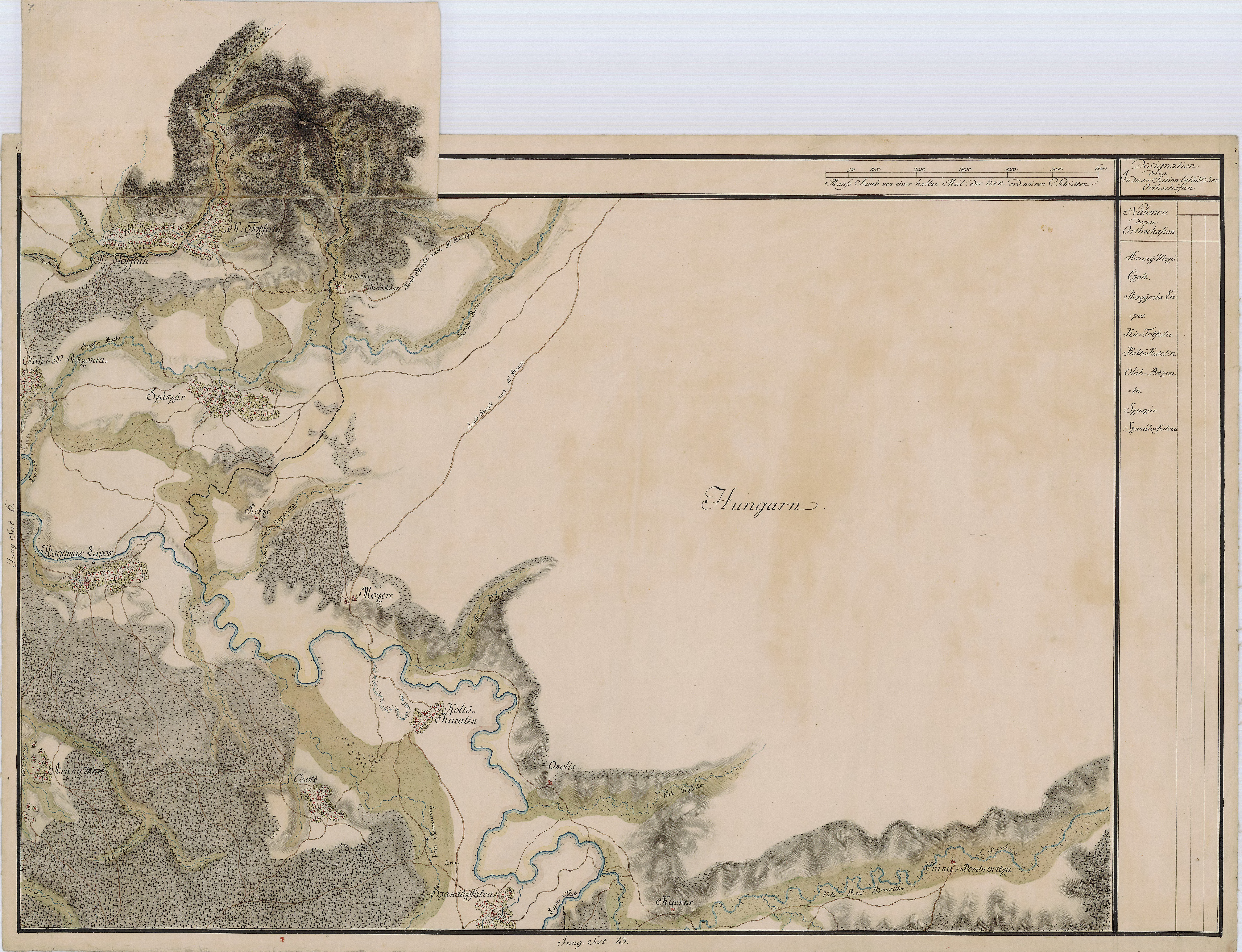
Ocoliş în Harta Iosefină a Transilvaniei